# Förfädersdyrkan

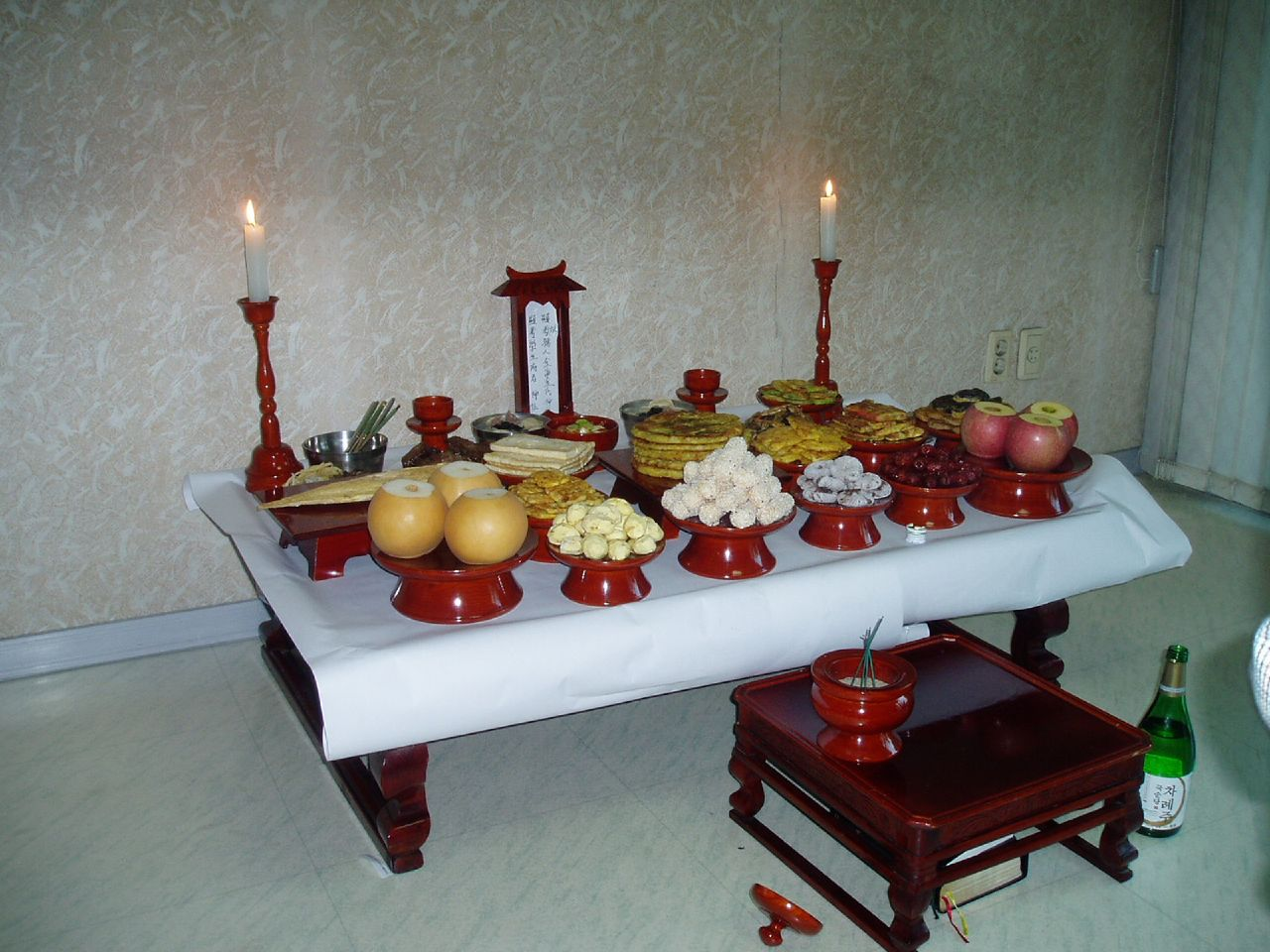

Förfädersdyrkan är en i många kulturer spridd religiös praktik, som regel kopplad till tron att människan fortsätter sin existens efter döden och att de avlidna släktingarna är i behov av stöd från sina efterlevande, exempelvis i form av matoffer. Förfädersdyrkan kan också, även om det inte är vanligt, vara kopplat till tron att avlidna förfäder beroende på hur de tillfredsställs kan hjälpa eller orsaka de levande skada.
Förfädersdyrkan handlar alltså vanligen inte om dyrkan i samma betydelse som när man dyrkar en gud, en bodhisattva eller ett helgon, utan har mer gemensamt med den vördnad, respekt och omtanke som i dessa kulturer vanligen kommer också levande äldre släktingar till del. Kulturer som idag i hög grad praktiserar förfädersdyrkan inkluderar den kinesiska och många afrikanska, men även i länder som exempelvis Sverige lever spåren av förfädersdyrkan kvar i form av gravsmyckning och ljuständning.
Ett annat namn för förfädersdyrkan har varit ankult.
Dyrkandet av de döda, inklusive ens förfäder, bygger på kärlek och respekt för den avlidne. I vissa kulturer är det relaterat till föreställningar om att de döda har en fortsatt existens, och kan ha förmågan att påverka de levandes förmögenhet. Vissa grupper vördar sina direkta, familjära förfäder. Vissa sekter och religioner, i synnerhet den östligt ortodoxa kyrkan och den romersk-katolska kyrkan, vördar helgon som förebedjare hos Gud; den senare tror också på bön för avlidna själar i skärselden. Andra religiösa grupper anser dock att vördnad för de döda är avgudadyrkan och synd.
I europeiska, asiatiska, oceaniska, afrikanska och afro-diasporiska kulturer är målet med förfäders vördnad att säkerställa förfädernas fortsatta välbefinnande och positiva inställning till de levande, och ibland att be om speciella tjänster eller hjälp. Den sociala eller icke-religiösa funktionen av förfäders vördnad är att odla släktskapsvärden, såsom vördnadsplikt, familjelojalitet och kontinuitet i familjens härstamning. Förfäders vördnad förekommer i samhällen med alla grader av social, politisk och teknisk komplexitet, och det är fortfarande en viktig komponent i olika religiösa sedvänjor i modern tid.

## Ursprung
Även om det inte finns någon allmänt accepterad teori om ursprunget till förfäders vördnad, förekommer detta sociala fenomen i någon form i alla mänskliga kulturer som hittills dokumenterats. David-Barrett och Carney hävdar att förfäders vördnad kan ha tjänat en gruppkoordinerande roll under människans evolution, och således var det mekanismen som ledde till att religiös representation främjade gruppsammanhållning.

## Väst- och sydostafrikanska kulturer
Vördnad för förfäderna är utbredd i hela Afrika och fungerar som grunden för många religioner. Den förstärks ofta av en tro på en högsta varelse, men böner och/eller offer brukar framföras till förfäderna som kan stiga upp för att själva bli ett slags mindre gudomar. Vördnaden för förfäderna finns kvar bland många afrikaner, ibland utövad tillsammans med de senare adopterade religionerna kristendomen (som i Nigeria bland igbofolket), och islam (bland de olika mandé-folken och bamun- och Bakossi-folket) i stora delar av kontinenten. I den ortodoxa Serer-religionen vördas pangoolen av sererfolket.

### Serer i Senegal och Gambia
Serer-folket i Senegal, Gambia och Mauretanien som följer principerna i A ƭat Roog (Serer-religion) tror på vördnaden av pangoolen (urgamla Serers helgon och/eller förfäders andar). Det finns olika typer av 'pangool' (singular: fangol), var och en med sina egna sätt att vörda.

## Madagaskar

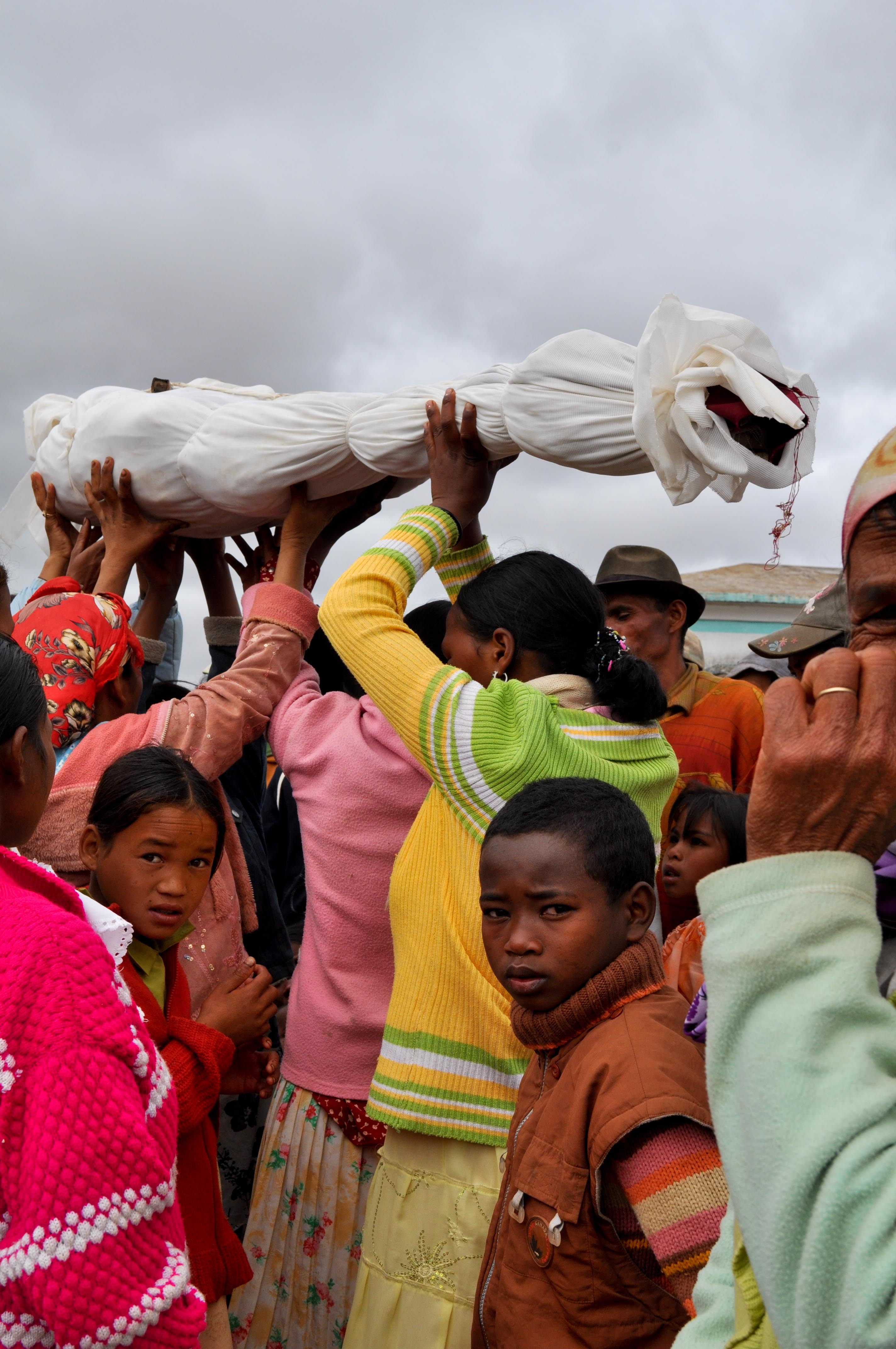
Famadihana återbegravningsceremoni

### Famadihana återbegravningsceremoni
Vördnad för förfäderna är utbredd över hela ön Madagaskar. Ungefär hälften av landets befolkning på 20 miljoner utövar för närvarande traditionell religion, som tenderar att betona kopplingar mellan levande och razana (förfäder). Förfädernas vördnad har lett till den utbredda traditionen av gravbyggande, såväl som till höglandets praxis av famadihana, varvid en avliden familjemedlems kvarlevor kan grävas upp för att periodvis slås in igen i nya sidensvepningar innan de sätts tillbaka i graven. Famadihana är ett tillfälle att fira den älskade förfaderns minne, återförenas med familj och gemenskap och njuta av en festlig atmosfär. Invånare i omgivande byar är ofta inbjudna att delta i festen, där mat och rom vanligtvis serveras och en 'hiragasy'-trupp eller annan musikunderhållning är vanligen närvarande. Vördnad för förfäderna visas också genom att följa 'fady', tabun som respekteras under och efter livet för den person som etablerar dem. Det är en allmän uppfattning att genom att visa respekt för förfäder på dessa sätt kan de ingripa för de levandes räkning. Omvänt tillskrivs olyckor ofta förfäder vars minne eller önskemål har försummats. Offret av zebu är en traditionell metod som används för att blidka eller hedra förfäderna. Små, vardagliga gester av respekt inkluderar att kasta den första kapsylen av en nyöppnad flaska rom i det nordöstra hörnet av rummet för att ge förfäderna sin rätt.

## Asiatiska kulturer

### Kambodja
Under Pchum Ben och det kambodjanska nyåret ger människor offer till sina förfäder. Pchum Ben är en tid då många kambodjaner visar respekt för avlidna släktingar i upp till sju generationer. Munkar skanderar 'sutorna' på pali över natten (kontinuerligt, utan att sova) som förspel till att helvetets portar öppnas, en händelse som antas inträffa en gång om året och är kopplad till kung Yamas kosmologi med ursprung i palikanonen. Under denna period öppnas helvetets portar och de dödas spöken ('preta') antas vara särskilt aktiva. För att bekämpa detta görs matoffer till förmån för dem, några av dessa spöken har möjlighet att avsluta sin utrensningsperiod, medan andra föreställs att de tillfälligt ska lämna helvetet för att sedan återvända för att utstå mer lidande; utan mycket förklaring föreställs också i allmänhet släktingar som inte är i helvetet (som är i himlen eller på annat sätt reinkarnerade) att dra nytta av ceremonierna.